# Aquário Natal
O Aquário Natal é um aquário privado localizado no município de Extremoz, no estado brasileiro do Rio Grande do Norte.
O aquário tem cerca de 200 animais de 60 espécies de animais, como tubarão, moreias, peixes de corais, cavalos marinhos, além de pinguins, jacarés, pirarucu, entre outros.
Foi inaugurado no ano de 1999 e também serve de apoio para o Projeto Tamar.